# 느티나무 (KBS)
《느티나무》는 2008년 11월 18일부터 2010년 5월 7일까지 방송되었던 시사교양 프로그램이다.

## 방송 회차

### 2008년
| 회차 | 방송일    | 부제                                     |
| ---- | --------- | ---------------------------------------- |
| 1    | 11월 18일 | 마음을 담다 - 반상                       |
| 2    | 11월 19일 | 받들수록 빛나는 이름 - 부부              |
| 3    | 11월 20일 | 세상에 길을 내는 한 땀 - 누비            |
| 4    | 11월 25일 | 겨울을 준비하는 소박한 사치 - 창호지     |
| 5    | 11월 26일 | 나눌 수 있어 기쁜 떡 - 시루떡            |
| 6    | 11월 27일 | 공생의 지혜 - 울력                       |
| 7    | 12월 2일  | 됨됨이를 가늠하는 잣대 - 술              |
| 8    | 12월 3일  | 상생과 섬김의 공간 - 사랑채              |
| 9    | 12월 4일  | 상생의 정신 - 까치밥                     |
| 10   | 12월 9일  | 사랑과 염원이 담긴옷 배냇저고리          |
| 11   | 12월 10일 | 효의 시작과 끝 - 시봉                    |
| 12   | 12월 11일 | 접빈다례                                 |
| 13   | 12월 16일 | 두드리고 두드려 기본을 배우다 - 방짜유기 |
| 14   | 12월 17일 | 또 하나의 세상을 여는 문 - 책거리        |
| 15   | 12월 18일 | 새해를 맞는 마땅한 예절 - 동지팥죽       |
| 16   | 12월 23일 | 평생의 축원을 담는 첫 생일 - 돌잔치      |
| 17   | 12월 24일 | 예를 다해 보낸다 - 선물                  |
| 18   | 12월 25일 | 새해에 올리는 그림인사 - 세화            |
| 19   | 12월 30일 | 복은 담고 액은 걸러내고 - 복조리         |
| 20   | 12월 31일 | 예로 대하고 의를 지키는 소               |

### 2009년
| 회차 | 방송일    | 부제                                               |
| ---- | --------- | -------------------------------------------------- |
| 21   | 1월 6일   | 무예의 도리를 넘어 궁극의 이치에 이른다 - 태격     |
| 22   | 1월 7일   | 책에서 길을 찾다 - 독서강도                        |
| 23   | 1월 8일   | 복을 부르는 단맛                                   |
| 24   | 1월 13일  | 사람됨을 일깨우는 첫 가르침 - 동몽교육             |
| 25   | 1월 14일  | 수신의 글씨 - 서예                                 |
| 26   | 1월 15일  | 지극한 정성과 기다림의 매운맛 - 고추장             |
| 27   | 1월 20일  | 새해를 맞이하는 정성스러움 - 설빔                  |
| 28   | 1월 21일  | 새해의 기원을 담은 음식 - 세찬                     |
| 29   | 1월 22일  | 한해의 정성스런 마침표 - 작은설                    |
| 30   | 1월 27일  | 새해 첫 축원인사 - 세배                            |
| 31   | 1월 28일  | 예와 정신의 기록 - 족보                            |
| 32   | 1월 29일  | 하늘로 띄우는 소망 - 연날리기                      |
| 33   | 2월 3일   | 실천속에 빛나는 가치 - 가훈                        |
| 34   | 2월 4일   | 마음의 봄을 부른다 - 입춘                          |
| 35   | 2월 5일   | 지신밟기                                           |
| 36   | 2월 10일  | 앞날을 다짐하는 경건한 의식 - 고유례               |
| 37   | 2월 11일  | 검소와 절제의 미덕 - 자린고비                      |
| 38   | 2월 12일  | 선비 간의 정성스러운 첫 만남 - 사상견례            |
| 39   | 2월 17일  | 참다운 공경의 뜻 - 청려장                          |
| 40   | 2월 18일  | 세월이 삭혀낸 전통의 맛 - 장                       |
| 41   | 2월 19일  | 예절을 담은 바른 몸가짐 - 예모                     |
| 42   | 2월 24일  | 선현의 곧은 뜻을 기억하다 - 불천위                 |
| 43   | 2월 25일  | 조상님께 올리는 예의 상차림 - 제사상               |
| 44   | 2월 26일  | 한 방울 물도 귀히 여기는 정성 - 우물               |
| 45   | 3월 3일   | 부부됨의 첫 걸음 - 상견례                          |
| 46   | 3월 4일   | 하나 됨의 경건한 선언 - 초례                       |
| 47   | 3월 5일   | 백년해로의 의식 - 폐백                             |
| 48   | 3월 10일  | 아낌의 지혜가 어린 뭉근한 맛 - 숭늉                |
| 49   | 3월 11일  | 예와 멋을 아는 선비들의 모임 - 가회                |
| 50   | 3월 12일  | 선비의 예와 기상을 담은 그릇 - 서화                |
| 51   | 3월 17일  | 수백 년을 지켜온 단 하나의 약속 - 향약             |
| 52   | 3월 18일  | 자식의 사람됨을 위한 어머니의 도리 - 모의          |
| 53   | 3월 19일  | 예로 시작하는 경건한 만남 - 인사                   |
| 54   | 3월 25일  | 공경하고 섬겨야할 큰 어른, 스승 - 필경필공         |
| 55   | 3월 26일  | 원로를 공경하고 삶의 혜안을 얻는다. - 호장유풍     |
| 56   | 3월 31일  | 통과의례의 첫 관문 - 작명례                        |
| 57   | 4월 1일   | 이웃간의 아름다운 예 - 두레, 품앗이                |
| 58   | 4월 2일   | 조상을 섬기며 풍요를 빈다 - 한식                   |
| 59   | 4월 7일   | 예로써 차리는 정성, 접빈음식                       |
| 60   | 4월 8일   | 마음으로 맺어진 두 여자의 진솔한 소통 - 고부지례   |
| 61   | 4월 9일   | 배고픈 이를 돌보는 온정 - 적선지가                 |
| 62   | 4월 14일  | 교우지도                                           |
| 63   | 4월 15일  | 예절의 시작 - 밥상 예절                            |
| 64   | 4월 16일  | 자연을 즐기는 가장 겸손한 방법 - 산행              |
| 65   | 4월 21일  | 변치 않는 신용의 상징 - 노포                       |
| 66   | 4월 22일  | 빈주지례                                           |
| 67   | 4월 23일  | 격대교육                                           |
| 68   | 4월 28일  | 수족지애, 내 몸처럼 아끼고 사랑할 이 - 형제        |
| 69   | 4월 29일  | 어버이의 삶이 주는 가르침 - 행장기                 |
| 70   | 5월 5일   | 절제와 검속의 교훈 - 동몽수신                      |
| 71   | 5월 6일   | 지혜와 건강을 담은 육아법 - 양자십법               |
| 72   | 5월 7일   | 노모를 대하는 지극한 정성 - 효                     |
| 73   | 5월 12일  | 선비들의 시간 관리법 - 일용지결                    |
| 74   | 5월 13일  | 배움을 구하는 첫 마음가짐 - 속수례                 |
| 75   | 5월 14일  | 수양을 통한 기록 - 일기                            |
| 76   | 5월 19일  | 어른이 되는 첫 관문 - 성년례                       |
| 77   | 5월 20일  | 소통을 통한 자녀교육 - 교자지훈                    |
| 78   | 5월 21일  | 60년 해로의 축복 - 회혼례                          |
| 79   | 5월 27일  | 자연을 거스르지 않는 겸손의 덕 - 소쇄원            |
| 80   | 5월 28일  | 남편의 사랑 - 애지석지                             |
| 81   | 6월 2일   | 마음을 담은 맑은 바람 - 부채                       |
| 82   | 6월 3일   | 포용의 미학 - 보자기                               |
| 83   | 6월 4일   | 퇴계가 마음에 품은 산 - 청량산                     |
| 84   | 6월 9일   | 소통의 공간 - 마루                                 |
| 85   | 6월 10일  | 휴식의 미학 - 주유                                 |
| 86   | 6월 11일  | 6백 년 전 자존의 역사로 서다 - 서울 성곽           |
| 87   | 6월 16일  | 열린 경계 - 토담                                   |
| 88   | 6월 18일  | 낙원의 풍경화 - 어부사시사                         |
| 89   | 6월 23일  | 공간의 의미를 만든다 - 병풍                        |
| 90   | 6월 24일  | 6백년을 이어온 정취 - 북촌 한옥마을                |
| 91   | 6월 25일  | 담양에 심은 송강 정철의 충절 - 담양 정철           |
| 92   | 6월 30일  | 마음의 기원을 담은 예술 - 자수                     |
| 93   | 7월 1일   | 우리나라 최초의 음식 품평서 - 도문대작             |
| 94   | 7월 2일   | 균형의 철학 - 오방색                               |
| 95   | 7월 7일   | 천년의 황금빛 - 황칠                               |
| 96   | 7월 8일   | 조선의 붓으로 그린 풍경화 - 진경산수화             |
| 97   | 7월 9일   | 햇살과 바람이 만든 지혜 - 장독대                   |
| 98   | 7월 14일  | 이웃을 배려한 휴식의 날 - 복날                     |
| 99   | 7월 21일  | 자연과 인공의 조화 - 광릉 숲                       |
| 100  | 7월 22일  | 조선 도시성곽의 혁신 - 수원화성                    |
| 101  | 7월 23일  | 절제로 세운 장엄함 - 종묘                          |
| 102  | 7월 28일  | 천년 과학의 신비 - 진천농교                        |
| 103  | 7월 29일  | 충절의 노래 - 아리랑                               |
| 104  | 7월 30일  | 정신수양의 소리 - 거문고                           |
| 105  | 8월 4일   | 변화와 균형의 미 - 문창살                          |
| 106  | 8월 5일   | 몽유도원도                                         |
| 107  | 8월 6일   | 천상의 정원 - 광한루                               |
| 108  | 8월 11일  | 저항을 해학으로 풀어내다 - 탈춤                    |
| 109  | 8월 12일  | 600년 조선을 거닐다 - 육조거리                     |
| 110  | 8월 13일  | 마음의 구심점 - 노거수                             |
| 111  | 8월 19일  | 자연의 미 - 후원을 거닐다                          |
| 112  | 8월 25일  | 나눔의 맛 - 빈대떡                                 |
| 113  | 8월 26일  | 상생의 음식 - 탕평채                               |
| 114  | 8월 27일  | 조선최고의 해양 생물 백과사전 - 자산어보           |
| 115  | 9월 1일   | 겸손한 배려 - 이순신 밥상                          |
| 116  | 9월 2일   | 전통 기술의 백미 - 자물쇠                          |
| 117  | 9월 3일   | 민본의 다리 - 수표교                               |
| 118  | 9월 8일   | 택리지                                             |
| 119  | 9월 9일   | 해학의 그림 - 민화                                 |
| 120  | 9월 10일  | 비움의 미학 - 병산서원                             |
| 121  | 9월 15일  | 채움을 위한 비움 - 마당                            |
| 122  | 9월 16일  | 과욕을 경계하는 잔 - 계영배                        |
| 123  | 9월 17일  | 기원을 담은 아름다움                               |
| 124  | 9월 22일  | 자연의 시화집 - 화양구곡                           |
| 125  | 9월 23일  | 풍요 속 감사를 배운다 ― 가을 논                    |
| 126  | 9월 24일  | 어울림의 한판 - 씨름                               |
| 127  | 9월 29일  | 나눔을 위한 투명 회계 - 용하기                     |
| 128  | 9월 30일  | 후세에 전하고 싶은 한글 조리서 - 음식지미방        |
| 129  | 10월 1일  | 세계최초의 태교지침서 - 태교신기                   |
| 130  | 10월 6일  | 판소리의 명가 - 학인당                             |
| 131  | 10월 7일  | 흙, 불, 바람의 어울림 - 망댕이가마                 |
| 132  | 10월 8일  | 성찰의 길 - 다산을 만나다                          |
| 133  | 10월 13일 | 즐거운 노동을 만나다 - 전가팔곡                    |
| 134  | 10월 14일 | 한을 풀어내다 - 살풀이춤                           |
| 135  | 10월 15일 | 새 집의 기운을 담는 예식 - 집들이                  |
| 136  | 10월 20일 | 조건 없는 나눔 - 수눌음                            |
| 137  | 10월 21일 | 차가운 세월을 그리다 - 세한도                      |
| 138  | 10월 22일 | 조선이 칭송한 나눔의 이름 - 김만덕                 |
| 139  | 10월 23일 | 바람을 다스리는 제주 돌담                          |
| 140  | 10월 27일 | 무예 실용을 취하다.                                |
| 141  | 10월 28일 | 재상의 길을 묻다 - 황희                            |
| 142  | 10월 29일 | 바다를 품다 - 어딤채                               |
| 143  | 10월 30일 | 역사를 지킨 발자국 - 이천 리 실록의 길             |
| 144  | 11월 3일  | 조선의 국제적 시인 - 천민 홍세태                   |
| 145  | 11월 4일  | 조선의 천재 과학자 장영실                          |
| 146  | 11월 5일  | 곡선의 비밀 - 무량수전                             |
| 147  | 11월 6일  | 불을 가두어 추위를 안는다 - 구들                   |
| 148  | 11월 10일 | 세상을 비추는 거울 - 김흥도                        |
| 149  | 11월 11일 | 국화 - 천년을 시들지 않는 성숙한 삶의 완성         |
| 150  | 11월 12일 | 절실히 묻고 창의적 소신을 구하다 - 과거 시험       |
| 151  | 11월 13일 | 부정부패, 조선시대에는 어떻게 막았을까? - 암행어사 |
| 152  | 11월 17일 | 조선의 삶을 바꾼 백과사전 - 임원경제지             |
| 153  | 11월 18일 | 하늘의 뜻을 읽다 - 천상열차분야지도                |
| 154  | 11월 19일 | 파격의 미학 - 추사체                               |
| 155  | 11월 20일 | 천년의 소리를 빚다 - 범종                          |
| 156  | 11월 24일 | 천 년의 종이 변화를 꿈꾸다 - 한지                  |
| 157  | 11월 25일 | 스스로를 태워 마음을 정화하다 - 향                 |
| 158  | 11월 26일 | 스스로 다스릴 줄 아는 가르침 - 태양인 이제마       |
| 159  | 12월 1일  | 평등을 외치다 - 성호 이익                          |
| 160  | 12월 2일  | 다뉴세문경의 비밀                                  |
| 161  | 12월 3일  | 조선의 르네상스를 꽃피우다 갑인자                  |
| 162  | 12월 4일  | 참으로 인간적인 이름 도깨비                        |
| 163  | 12월 8일  | 마음으로 쏘는 활쏘기 - 국궁                        |
| 164  | 12월 9일  | 백성을 위한 국부론을 펼치다 - 토정 이지함          |
| 165  | 12월 10일 | 붓 끝에 새겨진 영혼의 자유 - 장승업                |
| 166  | 12월 11일 | 자주국방의 꿈을 담은 로켓 - 신기전                 |
| 167  | 12월 15일 | 억울한 사람이 없게 하라 - 신주무원록               |
| 168  | 12월 16일 | 염원의 꽃 - 길상문자                               |
| 169  | 12월 17일 | 공간의 의미화 - 현판                               |
| 170  | 12월 18일 | 민담 삶을 위로하다                                 |
| 171  | 12월 22일 | 자신을 낮춰 백성을 높인 왕족의원 - 몽수 이헌길     |
| 172  | 12월 23일 | 나누기 위한 절약 - 자린고비 조륵                   |
| 173  | 12월 25일 | 조선의 천주교 - 피와 땀의 사제들                   |
| 174  | 12월 29일 | 친근한 수호신 - 호랑이                             |
| 175  | 12월 30일 | 운명을 읽는 코드 - 12지                            |

### 2010년
| 회차 | 방송일   | 부제                                                   |
| ---- | -------- | ------------------------------------------------------ |
| 176  | 1월 5일  | 꽃가마 타고 가는 문화 교류의 길 - 혼인길               |
| 177  | 1월 6일  | 우리의 고대 왕국은 해양강국이었다 - 바닷길             |
| 178  | 1월 7일  | 성찰의 길 - 유배길                                     |
| 179  | 1월 8일  | 길에서 만난 백성들의 희망 - 과거길                     |
| 180  | 1월 14일 | 그들이 사랑한 풍경 - 다방                              |
| 181  | 1월 15일 | 사람과 세상을 읽다 - 남명의 지리산                     |
| 182  | 1월 19일 | 민족의 소리 1 - 다듬이 소리 삶의 희노애락을 두드리다   |
| 183  | 1월 20일 | 민족의 소리 2 - 북소리 하늘과 땅에 울리는 신명의 소리  |
| 184  | 1월 21일 | 민족의 소리 3 - 책 읽는 소리 마음으로 읽는 지혜의 울림 |
| 185  | 1월 22일 | 민족의 소리 4 - 전래동요 우리 민족의 정서와 가락       |
| 186  | 1월 26일 | 그 마을의 아이콘 - 장승                                |
| 187  | 1월 27일 | 조선의 스토리텔러 - 승정원일기                         |
| 188  | 1월 28일 | 조선의 명약 - 우황청심원                               |
| 189  | 1월 29일 | 혁명의 무늬 - 상감 기법                                |
| 190  | 2월 2일  | 시대의 가치관을 담다 - 팔도미인도                      |
| 191  | 2월 3일  | 고구려의 통치철학 - 삼족오                             |
| 192  | 2월 4일  | 갖춤과 어울림의 미학 - 장황                            |
| 193  | 2월 5일  | 재난으로부터 나라를 구하라 - 금화도감                  |
| 194  | 2월 9일  | 한국의 정령 제1편 - 삼신신앙                           |
| 195  | 2월 10일 | 한국의 정령 제2편 - 가신                               |
| 196  | 2월 11일 | 한국의 정령 제3편 - 역신                               |
| 197  | 2월 12일 | 한국의 정령 제4편 - 바리공주                           |
| 198  | 2월 16일 | 한국의 스포츠 제1편 - 수박                             |
| 199  | 2월 17일 | 한국의 스포츠 제2편 - 축국                             |
| 200  | 2월 18일 | 한국의 스포츠 제3편 - 격구                             |
| 201  | 2월 19일 | 한국의 스포츠 제4편 - 매 사냥                          |
| 202  | 2월 23일 | 시대를 깨운 파격의 저작 - 열하일기                     |
| 203  | 2월 24일 | 절망의 시대에 허생(許生)이 답하다                      |
| 204  | 2월 25일 | 홍대용의 지전설                                        |
| 205  | 2월 26일 | 조선 지도의 집대성 - 대동여지도                        |
| 206  | 3월 2일  | 민족의 풀 - 쑥                                         |
| 207  | 3월 3일  | 변칙속의 과학 - 명재 윤증고택                          |
| 208  | 3월 4일  | 메마른 현실에 자유를 그리워하다 - 김만중의 구운몽      |
| 209  | 3월 5일  | 백자 조선의 마음을 담다                                |
| 210  | 3월 9일  | 한국의 메시아 - 미륵                                   |
| 211  | 3월 10일 | 정선은 왜 인왕산을 그렸나                              |
| 212  | 3월 11일 | 저 달은 왜 떴는가                                      |
| 213  | 3월 12일 | 잃어버린 유산 - 직지                                   |
| 214  | 3월 16일 | 민족이 교감한 벗 제1부 - 소(牛)                        |
| 215  | 3월 17일 | 민족이 교감한 벗 제2부 - 고양이(猫)                    |
| 216  | 3월 18일 | 민족이 교감한 벗 제3부 - 닭(鷄)                        |
| 217  | 3월 19일 | 민족이 교감한 벗 제4부 - 삽살개(犬)                    |
| 218  | 3월 23일 | 신라 디자인 - 사자의 비밀                              |
| 219  | 3월 24일 | 고인돌 구멍의 비밀                                     |
| 220  | 3월 25일 | 매화 - 선비를 유혹하다                                 |
| 221  | 3월 26일 | 신라 금관의 비밀                                       |
| 222  | 3월 30일 | 운주사 천불천탑 누가 세웠나?                           |
| 223  | 3월 31일 | 현실을 응시하라 - 김시습의 《금오신화》                |
| 224  | 4월 1일  | 세종은 왜 칠정산을 만들었나?                           |
| 225  | 4월 2일  | 다물사리 - 그녀가 노비라 주장한 이유는?                |
| 226  | 4월 6일  | 한국의 얼굴 제1편 - 신라의 미소                        |
| 227  | 4월 7일  | 한국의 얼굴 제2편 - 서산 마애삼존불상                  |
| 228  | 4월 8일  | 한국의 얼굴 제3편 - 크고 못생긴 고려불상               |
| 229  | 4월 9일  | 한국의 얼굴 제4편 - 하회탈                             |
| 230  | 4월 13일 | 백제금동대향로의 비밀                                  |
| 231  | 4월 14일 | 군왕의 길을 묻다 일월오봉도                            |
| 232  | 4월 16일 | 조선의 선비화가 윤두서의 고백                          |
| 233  | 4월 20일 | 음식으로 몸을 다스린다 식치                            |
| 234  | 4월 21일 | 시공을 초월한 부부 - 애(愛)                            |
| 235  | 4월 22일 | 0.3mm의 예술 - 감은사 사리함                           |
| 236  | 4월 23일 | 운명을 감싸안은 보금자리 - 낙선재                      |
| 237  | 4월 27일 | 중용의 저울 - 이규보의 국선생전                        |
| 238  | 4월 29일 | 류성룡은 왜 징비록을 썼나?                             |
| 239  | 5월 4일  | 무심으로 빚다 조선사발                                 |
| 240  | 5월 5일  | 세상에 건네는 마지막 편지 자찬묘지명                   |
| 241  | 5월 6일  | 사랑으로 붓을 들다 아버지 박지원                       |
| 242  | 5월 7일  | 사랑으로 붓을 들다 남편 김정희                         |